# آرابیان‌رانتا

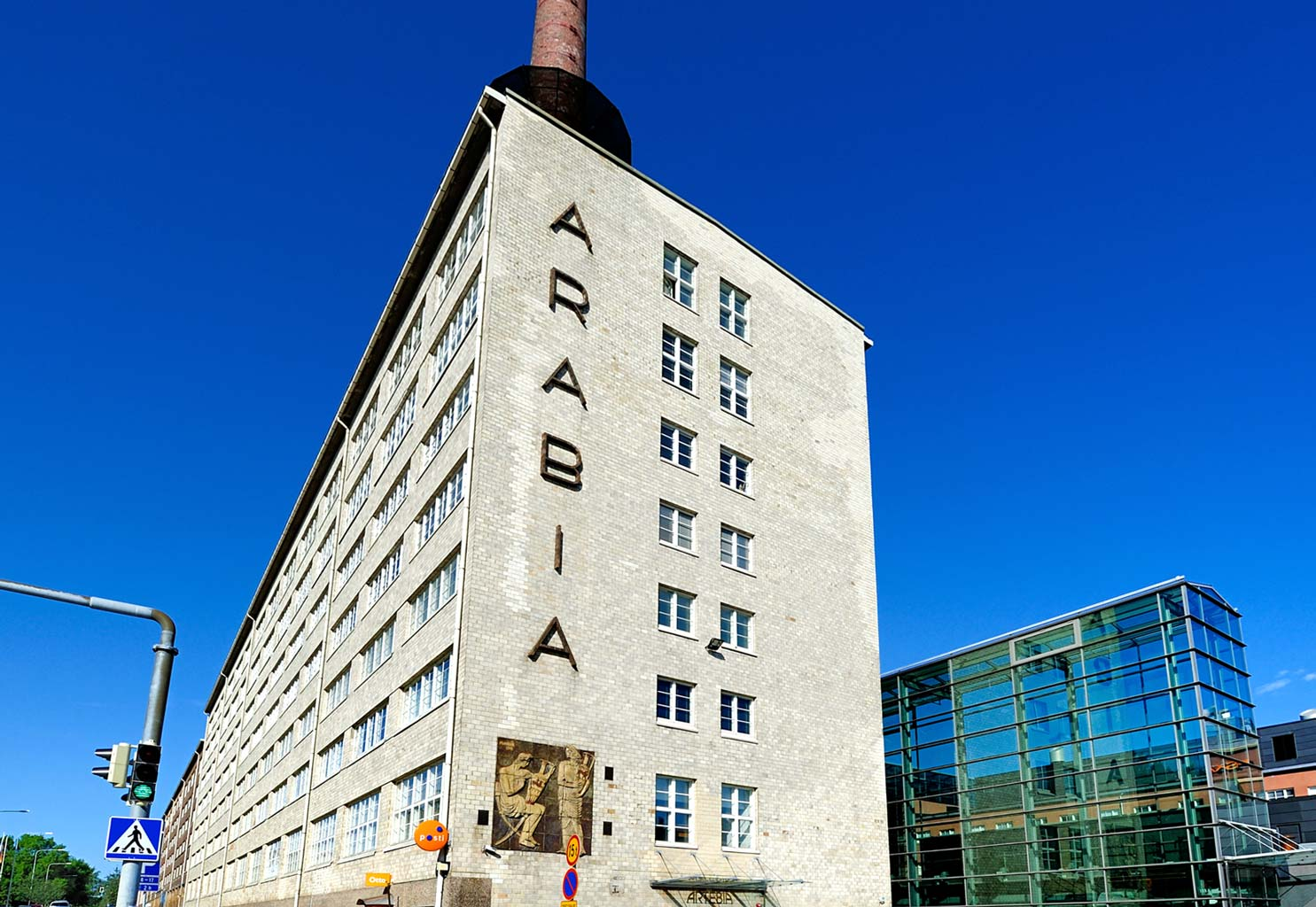
ساختمان کارخانه آرابیا

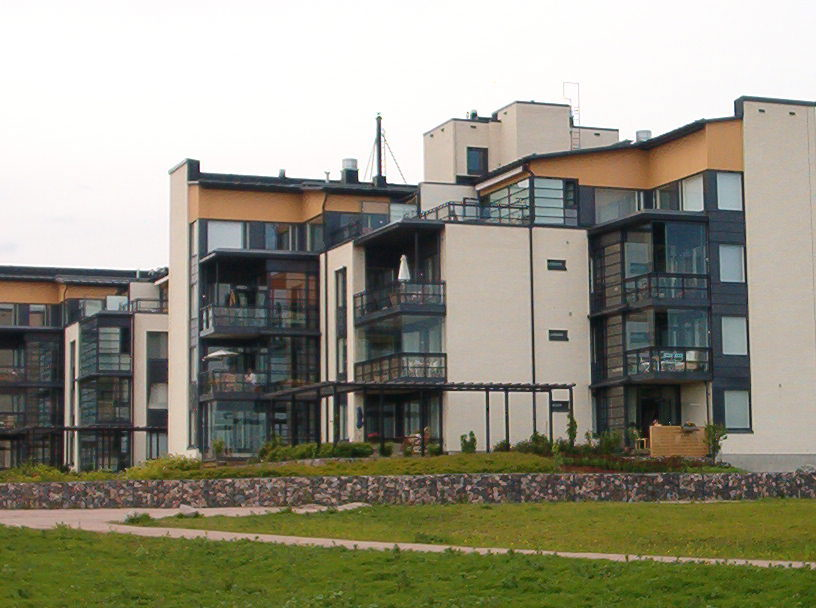
خانه های جدید در آرابیان‌رانتا

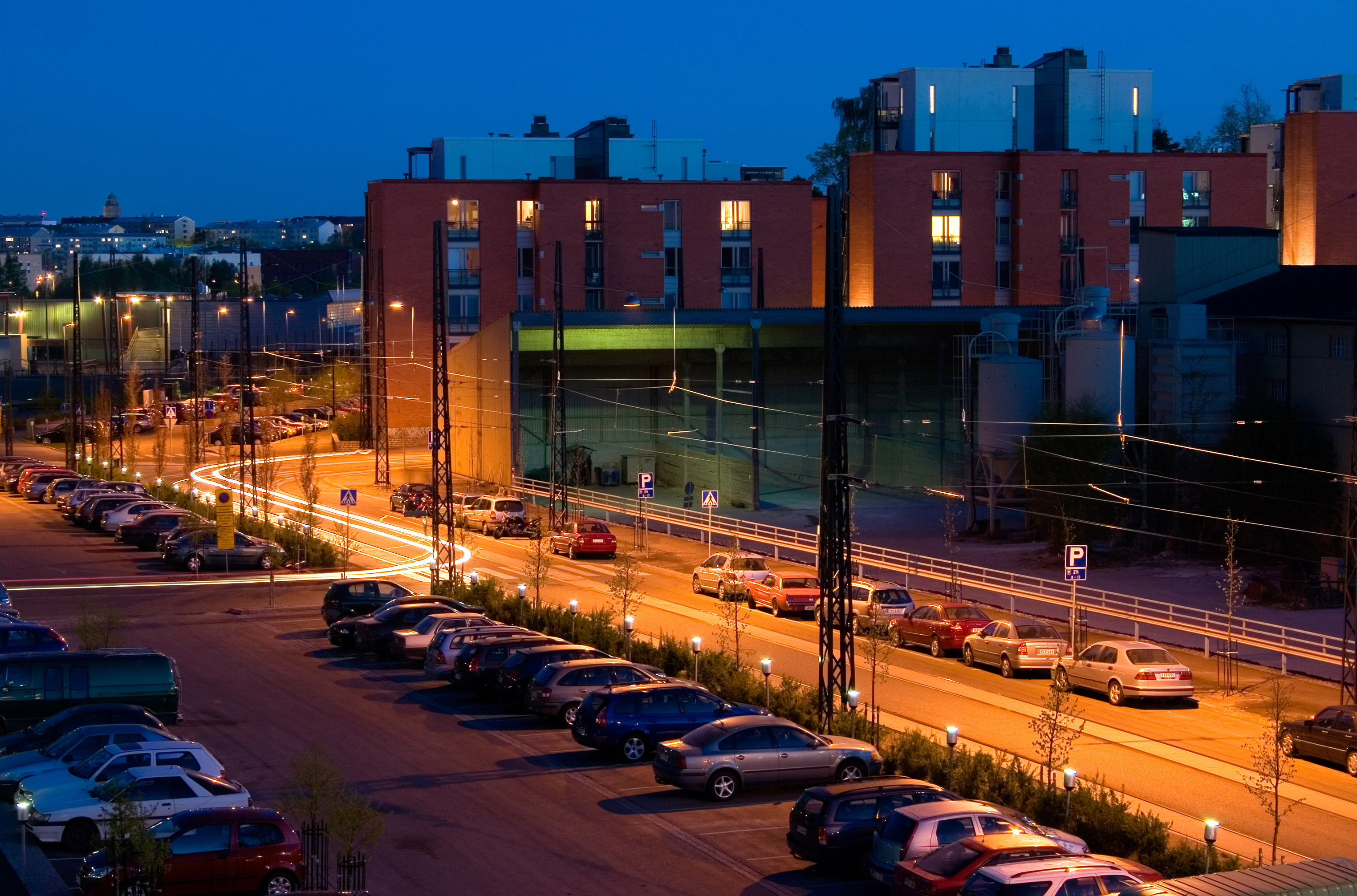
آرابیان‌رانتا در شب

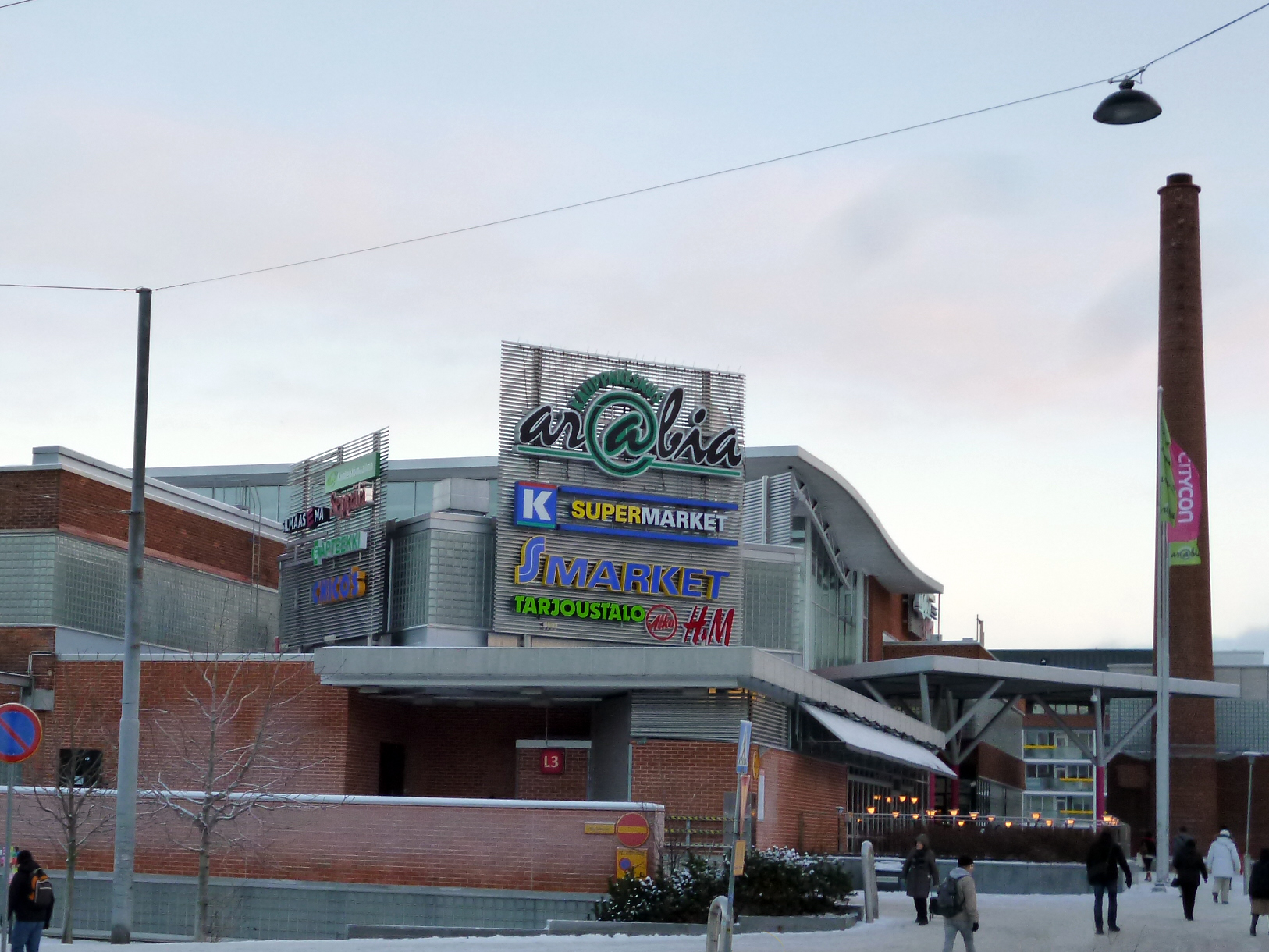
مرکز خرید آرابیان‌رانتا

آرابیان‌ْرانتا ( فنلاندی: [ˈɑrɑbiɑnˌrɑntɑ] ؛ سوئدی: Arabiastranden) بخش مسکونی هلسینکی ، فنلاند است. از شرق به خلیج وانهاکاوپونکیسلکلا محدود می شود و به بخش‌های همسایه وانهاکاوپونکی در شمال، هرماننی در جنوب و تواوکولا و کومپولا در غرب متصل می شود.